# Kiang East
Kiang East – dystrykt Gambii, w dywizji Lower River, z siedzibą w Masembe. Dystrykt liczy 6521 mieszkańców.